# مالین لوانون
مالین لوانون (انگلیسی: Malin Levanon؛ زادهٔ ۱۲ نوامبر ۱۹۷۷) هنرپیشه اهل سوئد است.